# Chin Hormechea
Chin Hormechea (Panama, 12 maggio 1996) è un calciatore panamense, difensore dell'Atlético Chiriquí.

## Palmarès

### Club

#### Competizioni nazionali
- Campionato panamense: 3

Árabe Unido : Apertura 2015, Clausura 2015, Apertura 2016